# Mouvement Donglin
Le mouvement Donglin était un mouvement idéologique et philosophique apparu à la fin de la dynastie Ming et au début de la dynastie Qing.

## Création
Le mouvement a été créé en 1604, pendant l'ère Wanli, quand Gu Xiancheng (顧憲成 Gù Xiànchéng, 1550-1612), un Grand Secrétaire Ming et Gao Panlong (高攀龍 Gāo Pānlóng, 1562-1626), un érudit, ont fondé l'Académie Donglin à Wuxi grâce au soutien financier de la petite noblesse locale et des fonctionnaires.

## Motivations
La motivation pour fonder l'Académie était l'inquiétude vis-à-vis de l'état de la bureaucratie et de son incapacité à encourager les innovations. Le mouvement représentait les traditions morales confucianistes comme un moyen d'arriver aux évaluations morales saines.
Par la suite, l'Académie est devenue un centre de contestation pour les affaires publiques à la fin de la dynastie Ming et au début de la dynastie Qing. Beaucoup de disciples de Donglin ont pénétré dans la bureaucratie et se sont trouvés impliqués dans la politique. Pendant le règne de l'Empereur Tianqi, l'opposition de Donglin à l'eunuque Wei Zhongxian a commencé avec la fermeture de l'Académie en 1622 et la torture et l'exécution de son chef, Yang Lian et de cinq autres membres en 1624.
L'accession de l'Empereur Chongzhen a vu la fortune des Donglin restituée. Plus tard pendant le règne de Chongzhen, les partisans de Donglin se sont opposés au Grand Secrétaire Wen Tiren, et ont finalement arrangé son licenciement en 1637.